# Vindugn
En vindugn är en kamin som förekom i boningshus under 1600- och 1700-talen. Den består av en "rektangulär höjdställd låda av gjutjärnshällar, oftast stående på ben och eldad via en lucka på framsidan".